# Макглен, Билли
Уи́льям Макгле́н (англ. William McGlen; 27 апреля 1921 — 23 декабря 1999), более известный как Би́лли Макглен (англ. Billy McGlen) — английский футболист, выступавший на позиции крайнего хавбека.

## Биография
Начал карьеру в клубе «Блайт Спартанс». В 1946 году перешёл в «Манчестер Юнайтед». Дебютировал за «Юнайтед» 31 августа 1946 года в игре против «Гримсби Таун». Провел в составе «Манчестер Юнайтед» шесть сезонов, сыграв 122 матча и забив 2 гола. В июле 1952 года был продан в «Линкольн Сити» за £8000.
Провёл в «Линкольн Сити» сезон 1952/53, после чего перешёл в «Олдем Атлетик». В 1956 году завершил карьеру игрока, став тренером в «Олдеме».
Умер 23 декабря 1999 года.